# Бикташев, Евгений Михайлович
Евгений Михайлович Бикташев (30 мая 1939, село Галахово, Саратовская область, РСФСР, СССР — 24 января 2024, Саратов) — советский и российский музыкант, композитор, народный артист России (1997), художественный руководитель Саратовской областной концертной организации «Поволжье».

## Биография

### Детство
Евгений Бикташев родился 30 мая 1939 года в селе Галахово Екатериновского района Саратовской области. Окончив обучение в семилетней школе в родном селе, переехал в райцентр Турки, Саратовской области. В детстве и юношестве он самостоятельно овладел игрой на нескольких музыкальных инструментах. Завершив обучение в 10 классе школы, остался преподавать пение в Турковской школе.

### Творчество
В 1958 году стал организатором татарского ансамбля песни и танца Сандугач (Соловей). Работал художественным руководителем, хормейстером, аранжировщиком и режиссером-постановщиком.
В 1964 году успешно завершил обучение на дирижерско-хоровом отделении Саратовского музыкального училища.
В 1967 году назначили художественным руководителем и директором городского клуба «Факел», который стал молодежным центром культурной жизни Саратова. С 1971 года активно начал заниматься концертной деятельностью. За работу с концертными программами 1975—1977 годах стал первым лауреатом премии комсомола Саратовской области.
С 1982 года работал в должности руководителя творческой группы Саратовской областной филармонии имени А. Г. Шнитке. Позже стал работать художественным руководителем Саратовской областной концертной организации «Поволжье».
Выполнял большую общественную работу. Являлся членом Союза композиторов СССР с 1989 года, был её секретарём. Также выполнял обязанности председателя Саратовской организации Союза композиторов России, член Союза журналистов РФ, член Союза писателей города Москвы и Ассоциации саратовских писателей.
Ему принадлежит авторство многочисленных произведений, созданных по мотивам татарских, мордовских, чувашских, украинских и русских народных песен, сборника «Песня льется над Саратовом», автобиографической повести «Саратовский вальс», за которую был удостоен премии им. Чехова.
Проживал в Саратове. Умер 24 января 2024 года.

## Семья
Супруга — Нина Александровна Калашникова, заслуженная артистка России, заслуженная артистка Республики Татарстан, кавалер Ордена Дружбы, ведущий мастер сцены, член Союза журналистов РФ.
Дочь — Бикташева Гюзаль Евгеньевна.

## Награды и премии
- Медаль ордена «За заслуги перед Отечеством» II степени (16 апреля 2020 года) — за большой вклад в развитие отечественной культуры и искусства, многолетнюю плодотворную деятельность[5].
- Заслуженный артист РСФСР (1991).
- Народный артист России (1997).
- Почётный гражданин Саратовской области.
- Почётный гражданин города Саратова (1996).
- знак Почетный автор РАО (2011)
- заслуженный деятель искусств Республики Татарстан.
- Почётная грамота Президента Российской Федерации (26 октября 2015 года) — за заслуги в области культуры и искусства, многолетнюю плодотворную работу[6]